# シースタンマラーチャー
シースタンマラーチャー王（? - 1656年10月26日）はタイのアユタヤー王朝の29代目の王。プラーサートトーン王の弟である。異母兄弟である後のナーラーイ王と共同で、即位直後のチャイ王を殺し即位したが、すぐにナーラーイと不仲になりナーラーイに殺された。